# 콩다래끼
콩다래끼(chalazion) 또는 산립종(霰粒腫)은 보통 윗눈꺼풀에서 마이봄샘이 막혀 염증이 생김으로써 눈꺼풀에 나타나는 낭포이다. 콩다래끼는 아급성이면서 통증이 없는 결절인 다래끼와는 구분한다.

## 같이 보기
- 다래끼